# GO WAY?
「GO WAY?～ギャグ＆ROCK」は、千葉テレビ放送で2017年12月9日（12月8日深夜）から放送されている音楽番組。

## 出演
- イノウエアツシ（ニューロティカ）[1]
- MASA（THE だいじょぶズ）[1]
- HISARKEY（THE RISKY DRIVE SHOW）[1]
- カツ★ゼツ[1]
- 宇崎真里愛（豊島区ぴーすUPがーる）[1]